# میل می-۶
میل می-۶ (نام گزارش ناتو هوک)، یک هلیکوپتر حمل و نقل سنگین شوروی/ روسیه است که توسط دفتر طراحی میل طراحی شده‌است. این هلیکوپتر در تیراژ تولید بالا برای نقش‌های نظامی و غیرنظامی ساخته شد و تا زمانی که میل می-۲۶ در سال ۱۹۸۰ تولید شد، بزرگترین هلیکوپتر در حال تولید بود.

## مشخصات فنی (می-۶)
داده‌ها از Jane's All The World's Aircraft 1992–93, Mil's heavylift helicopters: Mi-6, Mi-10, V-12 and Mi-26
ویژگی‌های عمومی
- خدمه: ۶ (خلبان، کمک خلبان، ناوبر، مهندس پرواز، اپراتور رادیو، تکنسین)
- ظرفیت: ۹۰ مسافر / ۷۰ نیرو هوابرد / ۴۱ برانکارد همراه ۲ نیروی درمانی
- Payload: ۱۲٬۰۰۰ کیلوگرم (۲۶٬۴۵۵ پوند) حداکثر محموله داخلی

۹٬۰۱۶ کیلوگرم (۱۹٬۸۷۷ پوند) در ۴۴٬۰۰۰ کیلوگرم (۹۷٬۰۰۳ پوند) TOW
۷٬۵۱۶ کیلوگرم (۱۶٬۵۷۰ پوند) در ۴۲٬۵۰۰ کیلوگرم (۹۳٬۶۹۶ پوند) TOW
۵٬۵۱۶ کیلوگرم (۱۲٬۱۶۱ پوند) در ۴۰٬۵۰۰ کیلوگرم (۸۹٬۲۸۷ پوند) TOW
- Maximum slung load: ۸٬۰۰۰ کیلوگرم (۱۷٬۶۳۷ پوند)
- ارتفاع: ۹٫۱۵۶ متر (۳۰ فوت ۰ اینچ)
- مساحت بال‌ها: ۳۵ متر مربع (۳۸۰ فوت مربع) auxiliary wing (when fitted)
- ایرفویل: root:مؤسسه مرکزی اروهایروداینامیکس P-35 (۱۵٪); tip:مؤسسه مرکزی اروهایروداینامیکس P-35 (۱۲٪)[۴]

Port wing 14° 15' incidence; Starboard wing ۱۵° 45' incidence
- وزن ناخالص: ۴۰٬۵۰۰ کیلوگرم (۸۹٬۲۸۷ پوند)
- بیشترین وزن برخاست: ۴۴٬۰۰۰ کیلوگرم (۹۷٬۰۰۳ پوند)
- ظرفیت سوخت: ۸٬۲۵۰ لیتر (۲٬۱۸۰ گالون آمریکایی؛ ۱٬۸۱۰ گالون بریتانیایی) (۶٬۳۱۵ کیلوگرم (۱۳٬۹۲۲ پوند)) در ۱۱ مخزن داخل بدنه + ۴٬۵۰۰ لیتر (۱٬۲۰۰ گالون آمریکایی؛ ۹۹۰ گالون بریتانیایی) در ۲ مخزن خارجی + اختیاری ۴٬۵۰۰ لیتر (۱٬۲۰۰ گالون آمریکایی؛ ۹۹۰ گالون بریتانیایی) در مخازن کمکی کابین
- حداکثر ظرفیت سوخت: ۱۷٬۲۵۰ لیتر (۴٬۵۶۰ گالون آمریکایی؛ ۳٬۷۹۰ گالون بریتانیایی)
- پیشرانه: ۲ عدد توربوشفت engines Soloviev D-25V, ۴٬۱۰۰ کیلووات (۵٬۵۰۰ اسب بخار کوتاه)  در هر موتور معادل برای برخاستن

۲٬۳۱۲ کیلووات (۳٬۱۰۰ اسب بخار کوتاه) در ۳٬۱۰۰ متر (۱۰٬۲۰۰ فوت) و ۲۵۰ کیلومتر بر ساعت (۱۶۰ مایل بر ساعت؛ ۱۳۰ گره)
- قطر روتور اصلی: عدد ۳۵ متر (۱۱۴ فوت ۱۰ اینچ)
- مساحت روتور اصلی: ۹۶۲٫۱ متر مربع (۱۰٬۳۵۶ فوت مربع) * Blade section: root: NACA 23011 mod; tip: TsAGI[۴]

عملکرد
- حداکثر سرعت: ۳۰۰ کیلومتر بر ساعت (۱۹۰ مایل بر ساعت، ۱۶۰ گره)
- سرعت کروز: ۲۵۰ کیلومتر بر ساعت (۱۶۰ مایل بر ساعت، ۱۳۰ گره)
- بُرد: ۹۷۰ کیلومتر (۶۰۰ مایل، ۵۲۰ مایل دریایی) در ۱٬۰۰۰ متر (۳٬۲۸۱ فوت) در ۴۰٬۵۰۰ کیلوگرم (۸۹٬۲۸۷ پوند) TOW
- بُرد معبر: ۱٬۴۵۰ کیلومتر (۹۰۰ مایل، ۷۸۰ مایل دریایی)
- مداومت پروازی: ۲ ساعت ۵۱ دقیقه در ۱۴۰–۱۶۰ کیلومتر بر ساعت (۸۷–۹۹ مایل بر ساعت؛ ۷۶–۸۶ گره) در ۱٬۰۰۰ متر (۳٬۲۸۱ فوت) و ۴۰٬۵۰۰ کیلوگرم (۸۹٬۲۸۷ پوند) TOW
- حداکثر ارتفاع: ۴٬۵۰۰ متر (۱۴٬۸۰۰ فوت) تا ۴۲٬۵۰۰ کیلوگرم (۹۳٬۶۹۶ پوند) TOW

۳٬۰۰۰ متر (۹٬۸۴۳ فوت) در بیش از ۴۲٬۵۰۰ کیلوگرم (۹۳٬۶۹۶ پوند) TOW
- زمان اوج‌گیری: در ۴۰٬۵۰۰ کیلوگرم (۸۹٬۲۸۷ پوند) TOW

۳٬۰۰۰ متر (۹٬۸۴۳ فوت) در ۹ دقیقه ۴۲ ثانیه
۴٬۵۰۰ متر (۱۴٬۷۶۴ فوت) در ۲۰ دقیقه ۴۲ ثانیه
- بارگیری بال: ۳۲٫۱۵ کیلوگرم بر متر مربع (۶٫۵۸ پوند بر فوت مربع) در ۴۰٬۵۰۰ کیلوگرم (۸۹٬۲۸۷ پوند) در سرعت کروز
- بارگیری دیسک: ۴۴٫۱۷ کیلوگرم بر متر مربع (۹٫۰۵ پوند بر فوت مربع)
- توان به وزن|توان/جرم: ۰٫۲۱ kilowatts per kilogram (۰٫۱۳ horsepower per pound)

تسلیحات

The navigator's station can be equipped with a ۱۲٫۷ میلیمتر (۰٫۵۰۰ اینچ) Afanasev A-12.7 machine-gun with up to 270 rounds

## کتابشناسی - فهرست کتب
- Gordon, Yefim; Komissarov, Dimitriy; Komissarov, Sergey (2005). Mil's heavylift helicopters: Mi-6, Mi-10, V-12 and Mi-26. Red Star. Vol. 22 (2nd ed.). Hinckley: Midland Publishing. ISBN 1-85780-206-3.
- Mondey, David (1982). Encyclopedia of the World's Commercial and Private Aircraft. New York City: Crescent Books. p. 201.
- "Pentagon Over the Islands: The Thirty-Year History of Indonesian Military Aviation". Air Enthusiast Quarterly (2): 154–162. n.d. ISSN 0143-5450.